# Neotachycines
Neotachycines is een geslacht van rechtvleugeligen uit de familie grottensprinkhanen (Rhaphidophoridae). De wetenschappelijke naam van dit geslacht is voor het eerst geldig gepubliceerd in 2003 door Sugimoto & Ichikawa.

## Soorten
Het geslacht Neotachycines omvat de volgende soorten:
- Neotachycines asoensis Sugimoto & Ichikawa, 2003
- Neotachycines bimaculatus Sugimoto & Ichikawa, 2003
- Neotachycines elegantipes Sugimoto & Ichikawa, 2003
- Neotachycines fascipes Chopard, 1954
- Neotachycines furukawai Sugimoto & Ichikawa, 2003
- Neotachycines inadai Sugimoto & Ichikawa, 2003
- Neotachycines kanoi Sugimoto & Ichikawa, 2003
- Neotachycines kobayashii Sugimoto & Ichikawa, 2003
- Neotachycines minorui Sugimoto & Ichikawa, 2003
- Neotachycines mira Gorochov, 2002
- Neotachycines mosaic Sugimoto & Ichikawa, 2003
- Neotachycines obliquofasciatus Sugimoto & Ichikawa, 2003
- Neotachycines obscurus Sugimoto & Ichikawa, 2003
- Neotachycines pallidus Sugimoto & Ichikawa, 2003
- Neotachycines politus Sugimoto & Ichikawa, 2003
- Neotachycines unicolor Sugimoto & Ichikawa, 2003